# Skansehage
Skansehage er en tange på Rørvighalvøen (Rørvig Sogn) ved det yderste af Isefjorden. Den har navn efter en skanse der blev opført i forbindelse med Englandskrigene (1807-1814). Området består primært af sommerhuse og feriekolonier tilegnet skoler i Københavnsområdet. Tangen vokser én meter pr. år. Bebyggelsen yderst på Skansehage, der i dag er feriekoloni, blev opført som koleralazaret og karantænestation under epidemien i 1853.
Skansehageområdet har i dag en spændende flora med bl.a. rensdyrlav og nikkende kobjælde. Skansehage er del af et større EU Natura 2000-område nr. 153 Havet og kysten mellem Hundested og Rørvig omkring Isefjordens munding  hvor kysten fra Dybesø i det nordlige Rørvig til Skansehagebugten hele tiden er under forandring.
Derfor er det forkert, når man har troet, at bugten bag hagen var den af Saxo omtalte Isøre Havn. Skansehage eksisterede slet ikke på Saxos tid. Antagelig har Saxos læhavn ligget i en tidligere lagune nord for Skansehage – f.eks. Langesø Mose. Havnen var en af samlingshavnene for ledingsflåden (se leding), og her holdt man ifølge Saxo og Sven Aggesen nogle gange kongevalg. Det var formentlig flådens styrismænd, der udpegede en kandidat, hvis valg siden blev bekræftet på landstingene. Der var næppe noget decideret tingsted, men man kan have samlet sig på den tidligere strand inde under skrænterne, hvor der ligger store sten, som Saxo omtalte.
Enkelte (se nedenstående) har i stedet peget på Andemosen i det sydlige Nakkeland, men både Saxos beskrivelse, beliggenheden i forhold til udsejlingen fra Roskilde Fjord, navnematerialet, mosens størrelse og de gamle strandvoldes højde udelukker denne mulighed.
Navnet Isøre skyldes antagelig de isskruninger, som af og til ophobes på stranden i Isefjordens munding. Det var indtil 1300-tallet tillige navnet på den landsby, som siden blev til Rørvig.
Før automatiseringen var Isøre navnet på telefoncentralen i Rørvig.

## Isøre
Det er dog en misforståelse at Hagen i vikingetiden var en naturhavn, der blev brugt som mønstringshavn i vikingetiden. Hagen eksisterede ikke i vikingetiden, men er en senere dannelse, der fortsat pågår. Isøre Havn lå i lagunen, som i dag er Langesø Mose, ligesom  Isøre ting lå ved skrænterne bagved, som i den tidlige middelalder mindst to gange var fælles mødested ved kongevalg, nemlig da Harald Hen og Niels blev kongevalgt på Isøre. Det tidligste kongevalg som nævntes af Saxo var imidlertid Hothers, efter drabet på kongen Rolf Krake i Lejre 500, hvor han ifølge Saxo bemægtigede sig Isøre Havn og af folket lod sig udråbe som konge.
Ifølge Saxo var det sædvane at konger blev valgt på Isøre ting, der betegnedes som "fædrelandets højeste myndighed". Det vil sige, at nogle af vikingetidens konger også kan være valgt der. I vikingentidens og den tidlige middelalders valgkongedømme kunne hver af landstingene i princippet vælge hver deres konge, hvilket ville kaste landet ud i borgerkrig. Derfor var det fornuftigt at holde et forberedende kongevalg ved den centralt beliggende naturhavn. 
Isøre ting var således Danmarks ældste parlament eller fælles tingsted for riget og som sådan forbillede til det norske Øreting og Gulating og det islandske Alting. Da kongemagten styrkedes i den tidlige middelalder, mistede Isøre ting betydning og afløstes af Danehoffer ved andre havnepladser (Vordingborg, Nyborg bl.a) og senere af Rigsrådene omkring kongen.
Ifølge Saxo blev på Isøre ting vedtaget love fælles for riget (Harald Hen), og her traf man beslutning om "kristendommens indførelse", dvs. at den katolske kirke kunne etablere sig i landet med tilhørende kirke- og klosterordninger som led i rigets modernisering efter europæisk mønster. Isøre ting benyttede også retsinstans ved bilæggelse af stridigheder mellem stormænd (under Svend Tveskæg).